# جويل مردينيان
جويل مردينيان (27 نوفمبر 1977) هي خبيرة تجميل ورائدة أعمال لبنانية-بريطانية، ومقدمة برامج تلفزيونية، ومؤثرة في مجال الجمال والأناقة على وسائل التواصل الاجتماعي. تُعد من أبرز الشخصيات النسائية في عالم التجميل وريادة الأعمال في الشرق الأوسط.

## النشأة والتعليم
ولدت جويل في بيروت لعائلة أرمنية. تأثرت بوالدتها صوفيا مردينيان، التي كانت خبيرة تجميل معروفة في لبنان. انتقلت في سن مبكرة مع عائلتها إلى لندن، حيث التحقت بمعهد متخصص في دراسة التجميل.

## المسيرة المهنية
بدأت جويل حياتها المهنية كعارضة أزياء في سن الثامنة عشرة، وشاركت في عروض أزياء ومسابقات في إيطاليا ولندن. عملت في لندن كخبيرة تجميل مع عدد من المشاهير العالميين مثل شاكيرا ومايكل جاكسون، كما عُينت خبيرة التجميل الرسمية لعدد من الفنانين من قبل شركة Sony Records.
انتقلت إلى الإمارات العربية المتحدة عام 2004، وبدأت مسيرتها التلفزيونية على قناة "إم بي سي" كمقدمة برنامج رياضي، ثم انتقلت إلى تقديم برامج التجميل، من بينها "بصراحة أحلى"، و"مع جويل أحلى"، وأخيرًا برنامج "جويل" الذي استمر لأكثر من ثلاثة عشر عامًا، وساهم في تعزيز ثقة الكثيرات بأنفسهن من خلال التغيير الشامل للمظهر.

## ريادة الأعمال
أسست جويل سلسلة صالونات "Maison De Joelle" في دبي عام 2008، والتي توسعت لاحقًا لتشمل عدة دول عربية. كما أطلقت ماركة مستحضرات التجميل والعناية بالبشرة "Joelle Paris"، وافتتحت عيادات تجميلية تحت اسم "كلينيكا جويل" في الإمارات والسعودية. شغلت منصب سفيرة لماركة "Max Factor" في الشرق الأوسط والخليج، وتُعد من أبرز المؤثرين في مجال الجمال على وسائل التواصل الاجتماعي، حيث يتابعها ملايين الأشخاص على إنستغرام.

## الجوائز والتكريمات
حصلت جويل على عدة جوائز وتكريمات، منها:
- جائزة "امرأة العام" من مجلة لوفيسيال الشرق الأوسط (2010)
- جائزة أفضل امرأة أعمال من أرابيان بيزنس (2010)
- جائزة أفضل عيادة تجميلية عن برنامج جويل (2014)
- ضمها ضمن قائمة أقوى امرأة عربية (2013)
- لقب "Hot 100" في 2011 و2014
- ضمن أفضل 500 سيدة أعمال عربية (2014)

## الحياة الشخصية
تزوجت جويل مرتين، ولديها ابن (بايلي) وابنة (أيلا صوفيا)، كما تبنت طفلًا اسمه نايثين. تشارك تفاصيل حياتها الشخصية والمهنية عبر حساباتها على مواقع التواصل الاجتماعي، وتُعتبر من أكثر الشخصيات شفافية في هذا المجال.

## التأثير الاجتماعي
تُعد جويل من أوائل النساء العربيات اللواتي أسسن علامة تجارية شخصية قوية في مجال الجمال والأعمال، وأسهمت في تغيير نظرة المجتمع للمرأة العاملة والمؤثرة في مجال التجميل، وفتحت الباب أمام الكثيرات لدخول هذا المجال باحترافية وثقة.

## وصلات خارجية
- جويل مردينيان على موقع IMDb (الإنجليزية)
- جويل مردينيان على موقع قاعدة بيانات الأفلام العربية